# Ernst Methfessel
Ernst Methfessel (* 20. Mai 1811 in Mühlhausen; † 20. Januar 1886 in Winterthur) war ein deutscher Komponist.
Der jüngere Bruder von Adolph Methfessel und Neffe von Albert Methfessel wirkte als Oboist und Englischhornist zunächst in der Militärmusik Erfurt, dann von 1834 bis 1836 im Orchester von Basel. Von 1837 bis 1862 leitete er das Musikkollegium Winterthur. Daneben war er von 1839 bis 1872 Dirigent des Stadtsängervereins Winterthur.
Er komponierte eine Oper, zahlreiche Werke für die Oboe sowie Lieder, Chöre und Männerchöre. Außerdem trat er in Deutschland und der Schweiz als Solist auf.